# Wola Rowska (przystanek kolejowy)
Wola Rowska — przystanek kolejowy w Woli Rowskiej, w województwie mazowieckim, w Polsce. Znajdują się tu 2 perony.

## Ruch pasażerski[1]
| Rok  | Wymiana pasażerska na dobę |
| ---- | -------------------------- |
| 2017 | 20-49                      |
| 2018 | 20-49                      |
| 2019 | 20-49                      |
| 2020 | 20-49                      |
| 2021 | 20-49                      |
| 2022 | 50-99                      |
| 2023 | 50-99                      |

## Linie
| Linia | Operator           | Trasa |
| ----- | ------------------ | --- |
| KM7   | Koleje Mazowieckie | Warszawa Zachodnia — Warszawa Śródmieście — Warszawa Wschodnia — Otwock — Celestynów — Wola Rowska — Dęblin |